# Matthias von Kerckerinck zu Stapel
Matthias von Kerckerinck zu Stapel (* 16. Dezember 1628; † 25. Februar 1684 in Bruchsal) war Amtsdroste in Bruchsal und Kurmainzer Rat.

## Leben

### Herkunft und Familie
Matthias von Kerckerinck zu Stapel  wuchs zusammen mit seinen Brüdern Johann (1627–1700, Kanoniker in St. Mauritz in Münster), Heinrich Hermann (1632–1684, Kanoniker und Dekan im Dom zu Fritzlar), Bertold Theodor (1640–1709, markgräflicher Hofmeister und Kammerjunker sowie Domdekan) und Wilhelm Lambert (1645–1676, Hofkavalier in Baden-Baden und Hessen sowie Kanoniker in Aschaffenburg) in der alten münsterländischen Patrizierfamilie Kerckerinck auf. Sein Vater war Bernhard zu Giesking (* 1596), seine Mutter hieß Richmod von Buck zu Sentmaring (* 1626).
Der älteste bekannte Vorfahr der Erbmännerfamilie Kerckerinck war Godike von Kerckerinck, der 1467 das Haus Stapel erwarb. Seine Nachkommen erwarben Haus Giesking. Der UrUrEnkel Bernhard (* 1552) erbte Haus Stapel, Haus Giesking ging an den Bruder Bertold (1554–1625).
Es wurde ein Fideikommiss gebildet, so dass sich vorübergehend zwei Zweige der Familie entwickelten.
Matthias wurde Stammherr, weil sein Bruder Johann auf das Erbe verzichtete. Am 21. Juli 1669 heiratete Matthias auf Haus Loburg Hedwig Christine von Graes zu Loburg (1643–1704, resignierte Äbtissin von Hohenholte und Tochter des Johann von Graes zu Loburg und Anna Elisabeth von Aschebrock zu Mahlenburg). Aus der Ehe ging der Sohn Johann Ludwig hervor.

### Werdegang und Wirken
Nach einem Studium in Siena wurde Matthias zunächst Kämmerer in Baden, bevor er im Jahre 1666 Amtmann in Kastellaun in der Grafschaft Sponheim wurde. Drei Jahre später zog es ihn nach Kurmainz, wo er die Stelle eines Rats innehatte. Im Jahre 1677 wurde er Amtmann/Oberamtmann in Bruchsal und bekleidete hier auch das Amt des Drosten.

### Die Rolle der Kerckerincks im Erbmännerstreit
Für die Erbmännerfamilie Kerckerinck ist die uradelige Herkunft gesichert. Noch im 13. Jahrhundert hatten die Erbmänner ungehinderten Zugang zum Domkapitel. Mitglieder der Familie stellten Domherren. Im Jahre 1392 hatte sich das Domkapitel ein Statut gegeben, mit dem es sich seinen länger als hundert Jahre bestehenden Brauch vom Papst bestätigen ließ, nur Abkömmlinge von adeligen Eltern aufzunehmen. Obwohl bereits früher Erbmänner Mitglieder gewesen waren, spielte sich danach die Besetzung des Domkapitels in Westfalen durch nichterbmännische Adlige und „Ritterbürtige“ ein, jeweils mit Billigung von Kaiser und Papst.
Mitte des 16. Jahrhunderts wollten die münsterschen Erbmänner als einflussreiche Stadtbürger und teils ritterschaftlicher Herkunft, Bildung und Besitz an den Privilegien der kirchlichen Stifte teilnehmen. Es kam zu einem Streit mit dem Domkapitel, der in einen langwierigen Rechtsstreit mündete. Die Kerckerincks waren von Anfang an Mitführer der Prozessgemeinschaft. Bertold Kerckerinck zu Giesking und Johann Kerckerinck zur Borg hatten 1597 zusammen mit elf anderen Familien (darunter Schenckinck sowie Droste zu Hülshoff) Erfolg gegen die Ritterschaft und gegen das Stift. Durch die Revision verzögerte sich das Verfahren, so dass das Reichskammergericht zu Speyer 30. Oktober 1685 wieder zu Gunsten der Ermänner entschied. Johann Ludwig war mit seiner Mutter, die inzwischen Witwe geworden war, als Prozeßteilnehmer nach Speyer gefahren. Durch die erneut eingelegte Revision verzögerte sich die Angelegenheit bis zum 10. Januar 1710, als Kaiser Joseph I. als höchstrichterliche Instanz endgültig zugunsten der Erbmänner entschied. Bis zur Auflösung des Hochstifts im Jahre 1806 aufgrund des Reichsdeputationshauptschlusses schafften vier Familienmitglieder den Einzug in das Domkapitel. So wurden Johann Franz (* 1739) und Karl Anton (* 1751) Domherren.